# Brändholmen (vid Västerskog, Sibbo)
Brändholmen är en ö i Finland. Den ligger i Finska viken och i kommunen Sibbo i den ekonomiska regionen  Helsingfors i landskapet Nyland, i den södra delen av landet. Ön ligger omkring 21 kilometer öster om Helsingfors.
Öns area är 2,3 hektar och dess största längd är 220 meter i sydväst-nordöstlig riktning. I omgivningarna runt Brändholmen växer i huvudsak barrskog.